# Grooveshark
Grooveshark était un service d'écoute de musique gratuite en ligne créé en 2006. Il a fermé le 1er mai 2015.

## Histoire

### Ouverture enmars 2006
Le site, qui était initialement un client de P2P, a été créé en mars 2006 aux États-Unis par trois étudiants : Andrés Barreto, Josh Greenberg et Sam Tarantino. En avril 2008, 40 personnes en sont salariées.
À l'origine le logiciel P2P s'appelait « Blue Shark » (requin bleu), une référence à Ubuntu qui donne un nom de code à ses versions sous forme d'un adjectif et d'un animal. Finalement « Blue » a été remplacé par  « Groove ».

### En 2010
Le site propose plus de 7 millions de titres, grâce aux envois de musique par les utilisateurs ayant un compte. En mars 2010 l'envoi de musique permet encore d'augmenter le nombre de titres à l'écoute pour tout le monde, sans restriction géographique. En 2010, le site revendiquait 6,5 millions de visiteurs uniques chaque mois dans le monde.

### En juin 2011
Les comptes gratuits n'ont pas de restriction sur le temps d'écoute ou géographique et ne nécessitent pas de se connecter pour écouter en illimité. Toutefois, une publicité visuelle est présente.

### Fermeture (mai 2015)
Le premier mai 2015, Grooveshark ferme ses portes en raison des nombreux procès qu'il subit des Majors de l'industrie musicale.
Un site prétend vite être un clone de Grooveshark, sous l'extension de nom de domaine .io (grooveshark.io). Les auteurs ayant été inquiétés par la création de grooveshark.com, la copie ne donne pas sa véritable origine mais serait en fait un clone du site pirate mp3juices.se avec une interface rappelant une ancienne version de Grooveshark.

### En juillet 2015
Son cofondateur, Josh Greenberg, décède à l'âge de 28 ans le 19 juillet 2015 à sa résidence en Floride.

## Qualité sonore
La qualité sonore est variable en fonction de la compression. La qualité dépend du choix du type de fichier. Le 1er mars 2010, le débit moyen des 40 chansons populaires (de nombreux morceaux sont commercialisés après 2008) prises au hasard est de 221 kb/s dont 25 % des 40 titres ont un débit inférieurs à 192 kb/s[réf. nécessaire]. Il est impossible d'envoyer un titre d'un débit inférieur à 128 kb/s et le titre doit avoir une fréquence d'échantillonnage de 44 100 Hz.

## Technologie
Jusqu'en décembre 2010, Grooveshark utilisait uniquement du Flash pour la lecture et pour la navigation. Mais depuis le 6 décembre, la navigation se fait en HTML, plus fluide et plus ouvert. Cependant la lecture utilise toujours la technologie Flash. En mars 2010, le zoom de la page avec Firefox ne fonctionne que sur la publicité qui est à droite de la page.
Le moteur de recherche avec auto suggestion en cours de frappe « Grooveshark audio auto search » est un module complémentaire de Firefox. Le moteur de recherche « tinysong » permet de partager facilement les titres avec une URL courte (Twitter, Facebook...).

## Fonctionnalités
Les listes de lecture sont exportables sur les sites à l'aide de widgets personnalisables.
Des applications pour téléphone permettent d'écouter la musique en extrême mobilité.
Groovylists est un logiciel qui permet d'exporter 200 titres par playlist (juin 2011) de Spotify, iTunes XML playlists et Last.fm vers Grooveshark.
En 2010, l'interface est traduite en 24 langues et les résultats des recherches de titres ne peuvent pas être classés par popularité. Les artistes n'ont pas de biographie.
Fin 2010, l'interface graphique a été modifiée. La taille des caractères a augmenté.
En 2011, il est toujours possible d'envoyer de la musique pour qu'elle soit accessible à tous.
Un applicatif en .net permet d’écouter Grooveshark sans lancer de navigateur.

## Financement
Le site est financé par la publicité visuelle et par les abonnements.
L'abonnement permet de supprimer la publicité et d'utiliser le service d'écoute hors ligne de l'application mobile (Android et iOS débridé).

## Poursuites judiciaires
Le site a été poursuivi en justice par EMI.
Le 6 avril 2011, Google a retiré l'application Android Grooveshark pour smartphones et tablettes, à la suite d'une plainte de la RIAA.
Le 23 juillet 2013, Google ajoute le site à sa liste noire, le site n'apparaît donc plus en suggestion dans la barre de recherche.
Le 30 septembre 2014, Grooveshark a été condamné par le tribunal fédéral de New-York pour violation du droit d'auteur. En effet, 5 977 morceaux musicaux ont été ajoutés par des employés de Grooveshark, à l'aide de faux comptes, ce qui enfreint le principe de « safe harbor » du Digital Millennium Copyright Act,.